# Hoy voy a cambiar
Hoy voy a cambiar es una serie de televisión biografía mexicana producida por Rubén Galindo y Santiago Galindo para Televisa en el 2017. La serie está basada en la vida de la cantante mexicana Lupita D'Alessio. Se estrenó por Las Estrellas el 21 de agosto de 2017 en sustitución de la primera temporada de La piloto, y finalizó el 17 de septiembre del mismo año siendo reemplazada por Caer en tentación.
Esta protagonizada por Gabriela Roel interpretando a Lupita D'Alessio en su etapa adulta junto con Mariana Torres en su etapa joven y un reparto coral.

## Reparto
- Lupita D'Alessio esta interpretada por cuatro actrices en diferente etapa de su vida:
  - Victoria Viera en su etapa infantil
  - Giovana Fuentes en su etapa adolescente
  - Mariana Torres en su etapa adulta
  - Gabriela Roel en su etapa madura
- Ari Telch como Sergio Gómez[5]
- Sonia Couoh
- Eugenio Montessoro como Ignacio "Nacho" D'Alessio
- Anna Ciocchetti como Danny Chat
- Issabela Camil como Esther "Esthercita" Ramos Millán
- Ferdinando Valencia como José Vargas (joven)
- Gerardo Trejo Luna
- Axel Alcántara como Ernesto D'Alessio
  - José Riveroll como Ernesto D'Alessio (adolescente)
  - Álex Otero como Ernesto D'Alessio (niño)
- Tania Vázquez como Amante de Nacho
- Alejandro Tommasi como Néstor Alonso
- Ainhoa García Forcada como Solá
- Rossana San Juan como Marisol
- Jimena Guerra
- Christian Ramos como Héctor Fregoso[6]
- Marco Uriel como Padre de Charito
- Aryana Méndez
- Karla Farfán como Mery
- Raúl Olivo como Raúl Sabdul
- Ale Müller como Claudia
- Fabián Moura como Cristian Rommel
- Carlos Speitzer como Fernando Valero
- Kelchie Arizmendi como Rosita
- Isadora González como Nuri
- Joshua Gutiérrez como Jorge D'Alessio
  - Daney como Jorge D'Alessio (adolescente)
- Paco Luna como César D'Alessio "Cesarín"
- Mauricio Castillo como Raúl Velasco
- Guillermo Quintanilla como José Vargas (adulto)
- Jaime Varela como Juan Gabriel
- Valeria Vera como Lolita de la Colina
- Pía Sanz como Rosario Ruiz "Charito"
- Benjamín Islas como Enrique
- Latin Lover como Comandante
- Álex Trujillo como Julián
- Francisco Pizaña como Entrenador
- Ruth Rosas como Maestra
- Gerardo Santínez como Ludópata
- Gilberto de Anda como Rogelio Ansalda
- Esteban Maggio como Reportero
- Juan José Origel como Él mismo
- Raquel Garza como Tere "la Secretaria"
- Claudia Bollat como Raimunda "la Gorda"
- Martha Cristiana como Madre de Charito
- Isela Vega como La Bruja
- Álvaro Sagone como Doctor

## Producción
La producción inició oficialmente con el claquetazo oficial el 27 de marzo de 2017, en una locación al sur de la Ciudad de México. Los libretos de la serie fueron escritos por Rubén Galindo, a través de entrevistas realizadas a Lupita D'Alessio junto con sus hijos, confirmando de igual forma su participación dentro de la serie. Fueron confirmados un total de 21 episodios a producir, y de igual forma, marca el regreso a la producción de ficciones de Santiago y Rubén Galindo, teniendo como última producción de ficción la telenovela infantil Amy, la niña de la mochila azul.

## Audiencia
| Temporada | Horario (CT)                                                       | Episodios | Primera emisión      | Primera emisión      | Última emisión           | Última emisión       | Promedio de espectadores (millones) |
| Temporada | Horario (CT)                                                       | Episodios | Fecha                | Audiencia (millones) | Fecha                    | Audiencia (millones) | Promedio de espectadores (millones) |
| --------- | ------------------------------------------------------------------ | --------- | -------------------- | -------------------- | ------------------------ | -------------------- | ----------------------------------- |
| 1         | lunes a viernes 21:30 - 22:30 h. domingo 22:00 - 23:00 h. (ep. 21) | 21        | 21 de agosto de 2017 | 2.6                  | 17 de septiembre de 2017 | 3.8                  | 2.65                                |

## Episodios
| N.º | Título                                        | Fecha de emisión original | Audiencia (millones) |
| --- | --------------------------------------------- | ------------------------- | -------------------- |
| 1 | «Yo no quería cantar»                         | 21 de agosto de 2017      | 2.6                  |
| Por sus adicciones, Lupita pone en riesgo su presentación en un concierto. Su mánager intenta revivirla y, en su delirio, recuerda cuando su padre la obligó de niña a renunciar a sus sueños.                                                       |                                               |                           |                      |
| 2 | «El paso hacia delante hay que darlo siempre» | 22 de agosto de 2017      | 2.4                  |
| Entre conciertos y canciones, Lupita nos transporta a su adolescencia en la Ciudad de México, donde se descubre y se compromete con un sello discográfico. Más tarde es invitada al programa Siempre en Domingo.                                     |                                               |                           |                      |
| 3 | «Al público no hay que hacerlo esperar»       | 23 de agosto de 2017      | 2.0                  |
| El deprimente presente de Lupita con el mundo de las drogas contrasta con su exitosa presentación. Conoce a José Vargas y cae rendido a su galantería, a pesar de la negativa de sus padres se escapa con él.                                        |                                               |                           |                      |
| 4 | «Mi primer dolor»                             | 24 de agosto de 2017      | 2.3                  |
| Lupita está al borde de la muerte, camino al hospital, recuerda su fuga con José. Nacho se entera del embarazo de su hija, por lo que acepta la boda. La felicidad viene con el bebé, pero la felicidad dura solo 28 días.                           |                                               |                           |                      |
| 5 | «Tú y yo somos un equipo»                     | 25 de agosto de 2017      | 2.1                  |
| Mientras se recupera, dos grandes cantantes y amigos le hablan de Dios a Lupita, pero ella no piensa en dejar las drogas. Recibe una invitación al CTI, que despierta la envidia de José.                                                            |                                               |                           |                      |
| 6 | «Tu carrera o yo»                             | 28 de agosto de 2017      | 2.5                  |
| Lupita se presenta por primera vez en el Festival OTI y lo gana. Los celos profesionales ciegan a José, porque no soporta el éxito de su esposa. Después de una discusión con su esposo, Lupita toma una decisión que cambiará su vida para siempre. |                                               |                           |                      |
| 7 | «El camino te eligió a ti»                    | 29 de agosto de 2017      | 2.5                  |
| Luego de las constantes peleas, Lupita decide abandonar a José Vargas y sus hijos. José, lleno de resentimiento, comienza una guerra mediática contra ella.                                                                                          |                                               |                           |                      |
| 8 | «Te quiero fuera de mi vida»                  | 30 de agosto de 2017      | 2.2                  |
| Lupita insiste en ver a sus hijos. Durante una noche de celebración, conoce al futbolista Héctor Fregoso y comienzan una relación; Mientras los problemas con su exmarido se hacen más fuertes.                                                      |                                               |                           |                      |
| 9 | «Más vale un buen arreglo, que un mal plan»   | 31 de agosto de 2017      | 2.3                  |
| La relación entre Lupita y Héctor comienza a tener problemas. Lupita acepta ceder la patria potestad de sus hijos y darle el divorcio a José, pero en cambio le pide que la deje verlos.                                                             |                                               |                           |                      |
| 10 | «Me asfixias»                                 | 1 de septiembre de 2017   | 1.9                  |
| Lupita hace una pausa en su carrera para dedicarse a Héctor, pero pronto descubre que él es infiel con ella y terminan su relación. Llena de rabia, Lupita devastó su casa.                                                                          |                                               |                           |                      |
| 11 | «Cómo pudiste hacerme esto»                   | 4 de septiembre de 2017   | 2.3                  |
| La ruptura con Héctor Fregoso tiene a Lupita muy deprimida. Más tarde conoce a Tulio, otro futbolista, y a pesar de no quererlo decide casarse con él para rehacer su vida.                                                                          |                                               |                           |                      |
| 12 | «Mírate nada más»                             | 5 de septiembre de 2017   | 2.3                  |
| Lupita comienza a beber demasiado, al mismo tiempo que crece su éxito. Durante un viaje a Panamá conoce a Sabdul, con quien consume drogas por primera vez.                                                                                          |                                               |                           |                      |
| 13 | «¿Quieres terminar como yo?»                  | 6 de septiembre de 2017   | 2.6                  |
| Lupita pone su carrera en manos de su esposo Sabdul, quien promete convertirla en una estrella internacional, sin imaginar las graves consecuencias de esa decisión.                                                                                 |                                               |                           |                      |
| 14 | «De mí te vas a acordar»                      | 7 de septiembre de 2017   | 2.2                  |
| Lupita es víctima de un fraude millonario, y sospecha que tanto su marido como sus socios son los responsables. Después de divorciarse, Lupita comienza una aventura con uno de sus músicos.                                                         |                                               |                           |                      |
| 15 | «No quiero volver a saber de ti»              | 8 de septiembre de 2017   | 2.1                  |
| Lupita está muy angustiada por la salud de su madre y lentamente se hunde más en las drogas. La mala relación entre el nuevo marido y los hijos de Lupita se intensifica, por lo que decide enviarlos a Canadá.                                      |                                               |                           |                      |
| 16 | «Esa sombra que no te deja ser tú misma»      | 11 de septiembre de 2017  | 3.9                  |
| Los hijos de Lupita regresan de Canadá, y la encuentran en muy mal estado a causa de Sergio y su adicción a las drogas. Presionados por su padre, Jorge y Ernesto declaran a los medios que Lupita es drogadicta.                                    |                                               |                           |                      |
| 17 | «Nadie tiene la vida comprada»                | 12 de septiembre de 2017  | 3.7                  |
| Lupita descubre que sus hijos consumen drogas y se preocupa. Jorge organiza una fiesta donde presenta a su marchante y amigos, sin imaginar que luego, Lupita perderá el control de su adicción.                                                     |                                               |                           |                      |
| 18 | «Te lo advertí»                               | 13 de septiembre de 2017  | 3.6                  |
| Deprimida por la muerte de su padre, Lupita se refugia en las drogas. Valero, sin saber cómo ayudar, decide irse. Danny deja de gestionar la carrera de Lupita, lo que genera demandas de cancelación de conciertos.                                 |                                               |                           |                      |
| 19 | «La vida es corta y todo lo soporta»          | 14 de septiembre de 2017  | 3.7                  |
| En su afán por sentirse joven, Lupita se casa con Cristian Rommel: un hombre que está con ella a cambio de dinero y comodidades. Ella, cegada por el supuesto amor, permite golpes y humillaciones.                                                  |                                               |                           |                      |
| 20 | «Caída libre»                                 | 15 de septiembre de 2017  | 2.7                  |
| Completamente intoxicadas, Lupita y su amiga deciden emprender un viaje en el que sufren un gran accidente. Durante una de sus crisis, Lupita tiene un momento de lucidez y toma una decisión que cambiará su vida por completo.                     |                                               |                           |                      |
| 21 | «Yo sigo aquí»                                | 17 de septiembre de 2017  | 3.8                  |
| Lupita ingresa en un centro de rehabilitación; durante el proceso se da cuenta de todo el daño causado a sus hijos ya ella misma. Al regresar a México, es rechazada y juzgada por sus hijos, pero intenta reclamar su perdón.                       |                                               |                           |                      |

### Especial
| N.º | Título                         | Fecha de emisión original |
| --- | ------------------------------ | ------------------------- |
| 1   | «Hoy voy a cambiar, el legado» | 28 de octubre de 2017     |

## Premios y nominaciones

### Premios TVyNovelas 2018
| Categoría                         | Nominados                        | Resultados |
| --------------------------------- | -------------------------------- | ---------- |
| Mejor serie                       | Rubén Galindo y Santiago Galindo | Ganadores  |
| Mejor actriz protagónica de serie | Gabriela Roel                    | Nominada   |
| Mejor actriz protagónica de serie | Mariana Torres                   | Ganadora   |
| Mejor actor protagónico de serie  | Ari Telch                        | Nominado   |
| Mejor actor protagónico de serie  | Eugenio Montessoro               | Nominado   |
| Mejor actor protagónico de serie  | Ferdinando Valencia              | Ganador    |